# Partido Democrático Alemán (2004)
El Partido Democrático Alemán (en alemán: Deutsche Demokratische Partei,  ddp) fue un partido político alemán. Fundado en 2004, se consideraba el heredero político del Partido Democrático Alemán de la República de Weimar. Se disolvió en 2015 por decisión de la mayoría de sus miembros, durante la celebración de su último congreso, de acuerdo a lo publicado en su sitio web.

## Programa
El ddp planteaba un programa basado en la tercera vía, oponiéndose tanto al capitalismo como al socialismo. Abogaba por la compatibilidad de culturas y el respeto de los derechos humanos, así como por la separación Iglesia-Estado.
Pretendía introducir una renta básica universal  pagada por los empleadores y no por el Estado. En cuanto a temas europeos, en el contexto de la crisis del euro, el partido mostró ciertas posiciones soberanistas, hablando de "la soberanía absoluta de Alemania" y de una "Europa de las patrias".

## Organización
En 2010, el ddp inició negociaciones de fusión con el Partido de los Pensionistas, la Alianza de Centro y Alianza 21/RRP, las cuales no se concretaron.
La única asociación estatal activa del partido fue la de Baviera. La primera participación electoral del partido tuvo lugar en las elecciones estatales de Renania del Norte-Westfalia de 2010. El partido obtuvo 1.422 votos, equivalentes al 0,02% de los votos válidos. Sus mejores resultados fueron en la circunscripción Lippstadt-Hörste (2.01%), la única circunscripción con una campaña activa.
En las elecciones estatales de Renania-Palatinado de 2011, el ddp alcanzó un 0,09% y en las elecciones estatales de Berlín de 2011 también un 0,09% de los votos. En las elecciones de Renania-Palatinado, obtuvo un 5,0% de los votos en el distrito de Osann-Monzel. En este distrito, la campaña del ddp fue especialmente intensiva.